# Sarah Webb
Sarah Webb, född den 13 januari 1977 i Weybridge i Storbritannien, är en brittisk seglare.
Hon tog OS-guld i yngling i samband med de olympiska seglingstävlingarna 2008 i Qingdao i Kina.